# Allonne (Oise)
Allonne é uma comuna francesa na região administrativa de Altos da França, no departamento de Oise. Estende-se por uma área de 15,45 km². Em 2010 a comuna tinha 1 626 habitantes (densidade: 105,2 hab./km²).